# Биров, Андрей
Андрей Биров (эст. Andrei Birov; 3 декабря 1958, Таллин, Эстонская ССР) — эстонский политический и государственный деятель, дипломат, экономист. Кандидат философских наук.

## Биография
Окончил философский факультет Московского государственного университета и получил степень кандидата философских наук.
В 1989—1993 годах работал пресс-атташе в посольстве Эстонской Республики в Москве.
С 1993 по 1995 год был временно поверенным Эстонии на Украине.
С 1997 по 2001 год Биров был временным поверенным в делах Эстонии в Китае. С 2001 по 2002 год работал директором Управления церемоний и визитов Департамента протокола Министерства иностранных дел Эстонии.
С 2002 по 2006 год — заведующий протокольного отдела Канцелярии Президента Эстонии Арнольда Рюйтеля. В это время оказался в центре скандала, произошедшего на острове Мальта, где в присутствии дипломатов нецензурно обругал сотрудницу протокола МИД Эстонии Тийне Нирк.
С 2006 года является членом Центристской партии Эстонии. В 2013 году избран депутатом Таллинской городского собрания на правах заместителя. Является общественным членом городской управы Силламяэ.
С 2007 года — директор по маркетингу Силламяэсского порта.

## Награды
- Орден Белой звезды 4 класса (2006)[1]
- Офицер ордена Трёх звёзд (2005, Латвия)[2]
- Офицер ордена Инфанта дона Энрике (2003, Португалия)[3].
- Командор ордена Заслуг перед Республикой Польша (2002, Польша)[4]